# Dračevo (Republika Serbska)
Dračevo (cyr. Драчево) – wieś w Bośni i Hercegowinie, w Republice Serbskiej, w mieście Trebinje. W 2013 roku liczyła 20 mieszkańców.